# Karl Ludwig Alexander Zimmermann
Karl Zimmermann (* 19. Mai 1770 in Altwiller; geboren Karl Ludwig Alexander Zimmermann; † 17. September 1835 in Alt-Saarbrücken) war reformierter Superintendent, Pädagoge und Bürgermeister von Alt-Saarbrücken (1815–1816).

## Herkunft und Leben
Altwiller (dt. Altweiler) gehörte damals zum nassau-saarbrückischen Oberamt Harskirchen. Karl wurde geboren als Sohn des reformierten Pfarrers Johann Philipp Zimmermann (1736–1801), seine Mutter war Anna Philippine geb. Balbier (1741–1815). Er heiratete nach seiner Übersiedlung nach Saarbrücken im Jahre 1807 Sophie Maria, Tochter des fürstlichen Kammerlakaien Christian Schmidt und dessen Ehefrau Sophie Louise geb. Bruch. Zusammen hatten sie einen Sohn namens Karl (1810–1896).

## Tätigkeit als Seelsorger und Pädagoge
Von 1801 bis 1817 wurde Karl Zimmermann Pfarrer der reformierten Kirchengemeinde in Saarbrücken. Zugleich übernahm er 1804 eine Stelle als 3. Lehrer am Saarbrücker Gymnasium. Von 1808 bis 1834 war er dort Rektor, er führte die Schule zur damaligen Zeit noch nach französischem Vorbild als École secondaire, im Jahr 1814 als Collège und erst ab 1815 wieder als preußisches Gymnasium. Von 1805 bis 1817 wählte ihn das reformierte Konsistorium Saarbrücken zum Konsistorialpräsidenten. Er war maßgeblich an der Einführung der Saarbrücker Union vom  24. Oktober 1817 beteiligt. Von 1817 bis 1835 bekleidete Zimmermann wiederum das Amt eines Pfarrers in Saarbrücken, bis 1833 in jährlichem Wechsel als Superintendent der Synode Saarbrücken, danach bis zu seinem Tode als alleiniger Superintendent.

## Öffentliche Ämter
Nach den Beschlüssen des Wiener Kongresses bis zum 9. Juni 1815 wurde der Einfluss Frankreichs wieder auf die Grenzen von 1790 reduziert, das bis dato französisch kontrollierte Saarbrücken fiel damit endgültig an Preußen. Der letzte französische Bürgermeister Charles Rupied quittierte diese Entwicklung am 12. Juli 1815 durch seinen Amtsverzicht. Am 23. Juli 1815 folgte die Ernennung Zimmermanns zum Oberbürgermeister von Saarbrücken durch Regierungsrat Schnetzler, außerordentlicher Kommissar des Generalgouverneurs der russischen Besatzungsarmee. Bereits im September 1816 verzichtete Zimmermann zugunsten seines Nachfolgers Johann Friedrich Köllner.